# Ritratto di Giovanni della Volta con la moglie e i figli
Il Ritratto di Giovanni della Volta con la moglie e i figli è un dipinto a olio su tela (104,5 x 138 cm) di Lorenzo Lotto, conservato nella National Gallery di Londra e firmato in alto a destra sul muro "L.[orenzo] Lotto".

## Storia
L'opera viene collegata alla registrazione nel libro dei conti dell'artista di un ritratto del mercante veneziano Giovanni della Volta con la sua famiglia, probabilmente ceduto come pagamento parziale dell'affitto dovuto dall'artista al momento del suo trasloco del 1547. Non si conoscono infatti altri ritratti di famiglie con due bambini dell'artista.
L'opera venne lasciata alla galleria da Miss Sarah Solly nel 1879.

## Descrizione e stile
Per elaborare lo schema del ritratto di famiglia, soggetto raro nella pittura del XVI secolo, Lotto si ispirò alle Sacre Famiglie da lui dipinte, facendo dei coniugi una sorta di famiglia ideale. Padre, a destra, e madre, a sinistra, si incurvano con gesti protettivi verso i due figli piccoli: una bambina, seduta su un tavolo coperto da un prezioso tappeto turco, e un bambino ai piedi del padre: quest'ultimo indossa una tunichetta trasparente che non basta a coprirne la nudità. Ciò ha un preciso scopo: mostrando che il bimbo è un maschio si allude al tramandarsi del nome della famiglia.
La bambina indossa un vestito che, con un colore diverso, riprende le forme di quello della madre, con maniche estraibili allacciate in modo da creare sbuffi con la sottoveste bianca sottostante. Anche la loro acconciatura non è dissimile. Entrambe indossano gioielli e perle, a simboleggiare la prosperità della casa. La bambina ha al collo una croce di corallo rosso, un antichissimo materiale apotropaico che si riteneva proteggesse i fanciulli (usanza propria ancora oggi).
Nonostante le espressioni serie dei genitori i bambini sembrano giocare con delle ciliegie, con gesti in realtà simbolici. La femmina raccoglie i frutti da un piatto e li mette nella mano della madre, alludendo alla fertilità di quest'ultima ed esprimendo la sua speranza, quando adulta, di avere bambini. Il maschio invece si protende verso le ciliegie tenute in mano dal padre, alludendo a come i "frutti" della sua casa un giorno saranno suoi.
Questo tappeto si trova in varie opere di Lotto, caratterizzato da arabeschi gialli su sfondo rosso e motivi cufici sul bordo.
Sullo sfondo si apre una finestra con un lontano paesaggio marino, che mostra un clima freddo in contrasto col calore dell'ambiente domestico e familiare. In lontananza si intravede una sorta di fumo o bufera in cima a una montagna, un segno di pericolo che amplifica il gesto protettivo dei genitori. Dal bordo della finestra spuntano alcune piante che sembrano alludere alla presenza di un giardino.

## Tecnica
Da un punto di vista tecnico, l'artista era familiare con la tecnica a olio, in cui i colori erano sfumati con successive velature di vernice trasparente, in modo da ottenere effetti di acuto realismo. Lotto aveva una tecnica relativamente veloce che, come per altri artisti della sua generazione, non disdegnava l'uso di pennellate pastose che, a una visione ravvicinata, mostravano la loro consistenza. I colori sono molto intensi e non possono che essere di un pittore di origine veneziana: la città lagunare era infatti il più importante emporio europeo di pigmenti provenienti dal Mediterraneo orientale e oltre e i pittori veneti seppero sempre sfruttare al massimo i materiali a loro disposizione.